# Ананьев, Анатолий Андреевич (государственный деятель)
Анато́лий Андре́евич Ана́ньев (бел. Анатоль Андрэевіч Ананьеў; 18 (30) августа 1900, ст. Варениковская, Темрюкский отдел, Кубанская область, Российская империя — 25 мая 1942, ГУЛАГ, Аткарский ИТЛ, Саратовская область, РСФСР, СССР) — советский государственный и партийный деятель. Член РКП(б) с 1919.

## Биография
Родился 18 (30) августа 1900 в станице Варениковская Темрюкского отдела Кубанской области Российской империи (ныне станица в составе Крымского района Краснодарского края России).
В 1918—1933 года в Красной Армии, участник Гражданской войны; прошёл путь от рядового до заместителя начальника политотдела дивизии. С 1934 г. работал начальником политотдела МТС на Северном Кавказе. С августа 1935 г. 1-й секретарь Мозырского окружного комитета КП(б)Б. С сентября 1937 по апрель 1938 гг. заместитель председателя СНК БССР. В июне — октябре 1938 года. 2-й секретарь ЦК КП(б)б. В октябре 1938 года отозван отделом руководящих партийных органов ЦК ВКП(б).
Член ЦК в 1936—1938 и член Бюро ЦК КП(б)Б в 1937—1938 гг. Член ЦИК БССР в 1935—1938 гг. В 1940 г. Ананьев репрессирован, осуждён на 20 лет заключения. В 1954 г. посмертно реабилитирован.